# Joe Soto
Joseph Angel Soto (Porterville, 22 marzo 1987) è un lottatore di arti marziali miste statunitense.
Combatte nella divisione dei pesi gallo per l'organizzazione statunitense UFC nella quale è stato un contendente al titolo dei pesi gallo nel 2014 quando venne sconfitto dal campione in carica T.J. Dillashaw.
In passato è stato il primo campione dei pesi piuma Bellator dal 2009 al 2010 grazie alla vittoria nel torneo della prima stagione, e nel 2014 divenne anche campione dei pesi gallo Tachi Palace Fights.

## Carriera nelle arti marziali miste

### Inizi
L'infanzia di Joe Soto non fu facile a causa delle non buone condizioni economiche della famiglia.
Prima di iniziare con le MMA professionistiche Soto fu un buon lottatore a livello scolastico, ed ottenne diversi successi a livello statale in California oltre che ricevere gli onori di NJCAA all-american sia nel 2006 che nel 2007.
Esordì nel 2006 e in due anni e mezzo collezionò quattro vittorie consecutive finalizzando tutti gli avversari.

### Bellator e Tachi Palace Fights
Nel 2009 fu tra i primissimi atleti a venire ingaggiato dalla promozione Bellator, la quale negli anni a seguire si confermò come una delle organizzazioni di MMA più prestigiose al mondo: prese parte proprio al torneo dei pesi piuma della prima stagione ed esordì nei quarti di finale con l'evento Bellator I.
Il torneo avrebbe premiato il primo campione dei pesi piuma Bellator, e Soto riuscì nell'impresa di diventare campione sconfiggendo in sequenza Ben Greer, l'ex campione EliteXC Wilson Reis ed in finale l'esperto Yahir Reyes.
Subito dopo esordì anche in Tachi Palace Fights con la sua ottava vittoria in carriera, e nel 2010 combatté un incontro in Bellator non valido per il titolo contro l'ex UFC Diego Saraiva, vincendo per KO tecnico.
Soto cadde per la prima volta con la prima difesa della propria cintura di campione Bellator, quando venne messo KO dal lottatore olimpico Joe Warren.
Nel 2011 Soto rese nota la sua intenzione di scendere nella divisione dei pesi gallo, e la Bellator promise che avrebbe inserito Soto nel successivo torneo dei pesi gallo se l'atleta fosse riuscito a vincere il titolo dei pesi piuma Tachi Palace Fights contro Eddie Yagin: Soto a sorpresa venne sconfitto per sottomissione durante il primo round e di conseguenza venne anche licenziato dalla Bellator.
Successivamente passa ai pesi gallo e tra il 2011 ed il 2014 infila sei vittorie consecutive vincendo anche il titolo Tachi Palace Fights.

### Ultimate Fighting Championship
Nell'agosto del 2014 Soto firmò per la più importante organizzazione di MMA al mondo, ovvero l'UFC.
L'esordio con l'evento UFC 177 avrebbe dovuto essere contro Anthony Birchak, ma il main event della serata che prevedeva la sfida per il titolo dei pesi gallo UFC tra il campione T.J. Dillashaw e Renan Barão subì il forfait di quest'ultimo, e così venne scelto proprio Soto come sfidante per il titolo: l'atleta californiano riuscì ad arrivare fino alla quinta ed ultima ripresa del match ma alla fine cadde per KO.
A maggio del 2015 ritorna a combattere nell'ottagono, venendo sconfitto per KO al primo round dallo sfavorito Anthony Birchak. Mentre a gennaio del 2016, sostituisce l'infortunato Russell Doane, per affrontare il giapponese Michinori Tanaka. Soto venne sconfitto per decisione non unanime.
Il 18 giugno affrontò Chris Beal. Nei primi due round si trovò in netta difficoltà negli scambi in piedi contro il suo avversario; alla terza ripresa sfruttò la stanchezza di Beal per portarlo al tappeto e finalizzarlo con uno strangolamento da dietro.
A novembre del 2016 sostituisce Guido Cannetti, per affrontare Marco Beltran. Soto vinse l'incontro per sottomissione alla prima ripresa, applicando una chiave articolare al tallone.

### Risultati nelle arti marziali miste
| Risultato | Record | Avversario       | Metodo                              | Evento                                            | Data              | Round | Tempo | Città                      | Note                                               |
| --------- | ------ | ---------------- | ----------------------------------- | ------------------------------------------------- | ----------------- | ----- | ----- | -------------------------- | -------------------------------------------------- |
| Sconfitta | 18-7   | Iuri Alcântara   | KO tecnico (calci al corpo e pugni) | UFC Fight Night: Machida vs. Anders               | 3 febbraio 2018   | 1     | 1:06  | Belém, Brasile             |                                                    |
| Sconfitta | 18-6   | Brett Johns      | Sottomissione (calf slicer)         | The Ultimate Fighter: A New World Champion Finale | 1 dicembre 2017   | 1     | 0:30  | Las Vegas, Stati Uniti     |                                                    |
| Vittoria  | 18-5   | Rani Yahya       | Decisione (unanime)                 | UFC Fight Night: Belfort vs. Gastelum             | 11 marzo 2017     | 3     | 5:00  | Fortaleza, Brasile         |                                                    |
| Vittoria  | 17-5   | Marco Beltran    | Sottomissione (heel hook)           | The Ultimate Fighter Latin America 3 Finale       | 5 novembre 2016   | 1     | 1:37  | Città del Messico, Messico |                                                    |
| Vittoria  | 16-5   | Chris Beal       | Sottomissione (rear-naked choke)    | UFC Fight Night: MacDonald vs. Thompson           | 18 giugno 2016    | 3     | 3:39  | Ottawa, Canada             |                                                    |
| Sconfitta | 15-5   | Michinori Tanaka | Decisione (non unanime)             | UFC 195: Lawler vs. Condit                        | 2 gennaio 2016    | 3     | 5:00  | Las Vegas, Stati Uniti     |                                                    |
| Sconfitta | 15-4   | Anthony Birchak  | KO (pugni)                          | UFC Fight Night: Boetsch vs. Henderson            | 6 giugno 2015     | 1     | 1:37  | New Orleans, Stati Uniti   |                                                    |
| Sconfitta | 15-3   | T.J. Dillashaw   | KO (calcio alla testa e pugni)      | UFC 177: Dillashaw vs. Soto                       | 30 agosto 2014    | 5     | 2:20  | Sacramento, Stati Uniti    | Per il titolo dei Pesi Gallo UFC                   |
| Vittoria  | 15–2   | Terrion Ware     | Sottomissione (north-south choke)   | TPF 20: Night of Champions                        | 7 agosto 2014     | 3     | 2:48  | Lemoore, Stati Uniti       |                                                    |
| Vittoria  | 14–2   | Jeremiah Labiano | KO Tecnico (stop medico)            | TPF 18: Martinez vs. Culley                       | 6 febbraio 2014   | 3     | 4:16  | Lemoore, Stati Uniti       | Vince il titolo dei Pesi Gallo TPF                 |
| Vittoria  | 13–2   | Cory Vom Baur    | Sottomissione (ghigliottina)        | TPF 17: Fall Brawl                                | 14 novembre 2013  | 1     | 4:36  | Lemoore, Stati Uniti       |                                                    |
| Vittoria  | 12–2   | Chad George      | Sottomissione (ghigliottina)        | TPF 13: Unfinished Business                       | 10 maggio 2012    | 2     | 2:01  | Lemoore, Stati Uniti       |                                                    |
| Vittoria  | 11–2   | Chris David      | Sottomissione (rear naked choke)    | TWC 13: Impact                                    | 27 gennaio 2012   | 2     | 4:28  | Porterville, Stati Uniti   |                                                    |
| Vittoria  | 10–2   | Romeo McCovey    | Decisione (unanime)                 | Norcal Fight Fest                                 | 15 ottobre 2011   | 3     | 5:00  | Blue Lake, Stati Uniti     |                                                    |
| Sconfitta | 9-2    | Eddie Yagin      | Sottomissione (ghigliottina)        | TPF 10: Let the Chips Fall                        | 5 agosto 2011     | 1     | 2:00  | Lemoore, Stati Uniti       | Per il titolo dei Pesi Piuma TPF                   |
| Sconfitta | 9-1    | Joe Warren       | KO (ginocchiata e pugni)            | Bellator XXVII                                    | 2 settembre 2010  | 2     | 0:33  | San Antonio, Stati Uniti   | Perde il titolo dei Pesi Piuma Bellator            |
| Vittoria  | 9–0    | Diego Saraiva    | KO Tecnico (stop medico)            | Bellator XIX                                      | 20 maggio 2010    | 1     | 5:00  | Grand Prairie, Stati Uniti |                                                    |
| Vittoria  | 8–0    | Mike Christensen | Sottomissione (gogoplata)           | TPF 1: Most Wanted                                | 8 ottobre 2009    | 1     | 2:06  | Lemoore, Stati Uniti       |                                                    |
| Vittoria  | 7-0    | Yahir Reyes      | Sottomissione (rear naked choke)    | Bellator X                                        | 5 giugno 2009     | 2     | 4:11  | Ontario, Stati Uniti       | Vince torneo e titolo dei Pesi Piuma Bellator      |
| Vittoria  | 6-0    | Wilson Reis      | Decisione (unanime)                 | Bellator VI                                       | 8 maggio 2009     | 3     | 5:00  | Robstown, Stati Uniti      | Torneo dei Pesi Piuma Bellator I, Semifinale       |
| Vittoria  | 5-0    | Ben Greer        | KO Tecnico (pugni)                  | Bellator I                                        | 3 aprile 2009     | 1     | 3:40  | Hollywood, FL, Stati Uniti | Torneo dei Pesi Piuma Bellator I, Quarti di finale |
| Vittoria  | 4–0    | Anthony Luna     | Sottomissione (kimura)              | GC 86: Day of the Dead                            | 2 novembre 2008   | 1     | 0:33  | Miami, Stati Uniti         |                                                    |
| Vittoria  | 3–0    | Brandon Jinnies  | KO Tecnico (pugni)                  | Palace FC 10: Explosive                           | 26 settembre 2008 | 1     | 0:59  | Lemoore, Stati Uniti       |                                                    |
| Vittoria  | 2–0    | Darren Crisp Jr. | Sottomissione (kneebar)             | Palace FC 9: The Return                           | 18 luglio 2008    | 1     | 1:08  | Lemoore, Stati Uniti       |                                                    |
| Vittoria  | 1–0    | Jared Williams   | KO Tecnico (pugni)                  | GC 53: Hell Storm                                 | 16 luglio 2006    | 1     | 3:26  | Porterville, Stati Uniti   |                                                    |